# Iglesia de la Virgen María de la Asunción (Venasca)
La iglesia de la Virgen María de la Asunción es la iglesia parroquial de Venasca, en la provincia de Cúneo y diócesis de Saluzzo, y forma parte de la zona pastoral de Verzuolo y Valle Varaita.

## Historia
La primera mención de una iglesia en Venasca, dependiente de la iglesia parroquial de Faliletto, se remonta al año 1247; De una ley de 1354 sabemos que el 29 de abril de ese año el obispo Tommaso de Saboya había nombrado rector al pre'Oberto. En 1386, en una lista de iglesias que debían pagar impuestos a la catedral de Turín, también se menciona Eccl. S. Mariae de Venascha.
Gracias al informe de la visita pastoral de 1629 se sabe que el edificio tenía dos accesos, que el suelo era de ladrillo, que la sacristía era pequeña pero ricamente amueblada, que había un campanario y que el cementerio contiguo estaba cercado. Quince años después, en 1644, se reveló, durante la siguiente visita, que el altar mayor era demasiado bajo y que allí se encontraba la tumba de la familia Carpani; en aquella ocasión también se elaboró la lista de obras contenidas en la iglesia.
El 5 de septiembre, al comprobar las pésimas condiciones de la estructura, se decidió demolerla para construir en su lugar la nueva iglesia y el proyecto, elaborado por Paolo Ottavio Ruffino, fue aprobado el 8 de diciembre; el 24 de mayo de 1750 Monseñor Porporato colocó la primera piedra, mientras que las obras concluyeron en 1760 y el 11 de diciembre de 1760 de ese año se bendijo la iglesia parroquial.
En los años inmediatamente siguientes se decoró el edificio y se crearon los muebles y el 17 de julio de 1788 la iglesia fue consagrada por el obispo de Saluzzo Giuseppe Gioacchino Lovera.
El 14 de septiembre de 1909 la iglesia fue declarada Monumento Nacional a propuesta del Ministerio de Educación del Reino; en la segunda mitad de los años 1930 la fachada fue restaurada.
En los años setenta, en cumplimiento de las normas posconciliares, se añadieron el ambón y el altar frente a la asamblea.

## Descripción

### Exterior
La fachada convexa a dos aguas de la iglesia, orientada al este, está dividida por una hilera de cuerdas en dos registros, ambos marcados por pilastras y columnas ; el inferior tiene el portal de entrada, rematado por el tímpano triangular de lados cóncavos, mientras que el superior tiene una gran ventana.
Adosado a la iglesia parroquial se encuentra el campanario de terracota, de planta cuadrada; la celda tiene una única ventana ojival flanqueada por pilastras a cada lado y está cubierta por la cúpula sostenida por el tambor.

### Interior
El interior del edificio, de planta central, se compone de una sola nave, cuyos muros están adornados con marcos y pilastras y presididos por seis capillas laterales; al final de la sala se encuentra el presbiterio, elevado por algunos escalones y cerrado por el ábside , adornado con pinturas de Pietro Antonio Pozzi.
Aquí se conservan diversas obras valiosas, entre ellas el altar mayor de mármol y los seis altares menores.